# Villiers-le-Sec (Calvados)
Villiers-le-Sec (Ausspracheⓘ) ist eine Ortschaft und eine ehemalige französische Gemeinde mit 303 Einwohnern (Stand: 1. Januar 2018) im Département Calvados in der Region Normandie. Sie gehörte zum Arrondissement Bayeux und zum Kanton Bretteville-l’Orgueilleuse.
Mit Wirkung vom 1. Januar 2017 wurden die bisherigen Gemeinden Creully, Saint-Gabriel-Brécy und Villiers-le-Sec zu einer Commune nouvelle mit dem Namen Creully sur Seulles zusammengeschlossen und haben in der neuen Gemeinde den Status einer Commune déléguée. Der Verwaltungssitz befindet sich im Ort Creully.

## Geografie
Villiers-le-Sec liegt rund 10 km östlich von Bayeux und 20 km nordwestlich von Caen. An der Südgrenze des Ortes fließt die Seulles.

## Bevölkerungsentwicklung
| Jahr                              | 1793 | 1836 | 1876 | 1926 | 1946 | 1968 | 1990 | 2008 | 2018 |
| Einwohner                         | 306  | 274  | 521  | 166  | 412  | 401  | 338  | 275  | 303  |
| Quellen: Cassini, EHESS und INSEE |      |      |      |      |      |      |      |      |      |

## Sehenswürdigkeiten
- Schloss Banville-en-Villiers, seit 1927 Monument historique[3]
- Kirche Saint-Laurent, seit 1913 Monument historique[4]
- Herrenhaus aus dem 17. Jahrhundert